# 1971 en astronautique
Chronologie de l'astronautique
- 1967
- 1968
- 1969
- 1970
- 1971
- 1972
- 1973
- 1974
- 1975

Cette page présente une chronologie des événements qui se sont produits pendant l'année 1971 dans le domaine de l'astronautique.

## Synthèse de l'année 1971

### Vols habités
- 31 janvier 1971 : Lancement d'Apollo 14. Troisième mission réussie sur la Lune. La mission dure 9 jours.
- 26 juillet 1971 : Lancement d'Apollo 15. Quatrième mission sur la Lune durant laquelle pour la première fois, les astronautes utilisent un véhicule pour collecter des roches en s'éloignant davantage du module lunaire. La mission dure 12 jours durant lesquels près de 76 heures sont passées sur la lune dont 19 heures hors du module lunaire.

## Activité spatiale détaillée

### Chronologie

#### Janvier
| Date            | Lanceur              | Base de lancement      | Type                   | Charge utile    | Notes                               |
| 12 janvier 1971 | Voskhod 11A57        | Baïkonour              | Orbite basse           | Zenit-4M        | Satellite de reconnaissance         |
| 14 janvier 1971 | Cosmos-2             | Baïkonour              | Orbite basse           | DS-P1-I No. 11  | Calibration radar                   |
| 20 janvier 1971 | Vostok 8A92M         | Baïkonour              | Orbite héliosynchrone  | Meteor-M No. 19 | Satellite météorologique            |
| 21 janvier 1971 | Voskhod 11A57        | Baïkonour              | Orbite basse           | Zenit-2M        | Satellite de reconnaissance         |
| 21 janvier 1971 | Titan 23B            | Vandenberg             | Orbite basse           | KH-8            | Satellite de reconnaissance optique |
| 26 janvier 1971 | Atlas SLV-3C Centaur | Cape Canaveral         | Orbite géostationnaire | Intelsat IV F2  | Satellite de télécommunications     |
| 26 janvier 1971 | Cosmos-2             | Baïkonour              | Orbite basse           | DS-P1-Yu No. 34 | Calibration radar                   |
| 31 janvier 1971 | Saturn V             | Centre spatial Kennedy | Orbite lunaire         | Apollo 14       | Mission habitée sur la Lune         |

#### Février
| Date            | Lanceur               | Base de lancement | Type                   | Charge utile      | Notes                                           |
| 3 février 1971  | Delta M               | Cape Canaveral    | Orbite géostationnaire | NATO SAT-II       | Satellite de télécommunications militaires      |
| 9 février 1971  | Cosmos-3M             | Baïkonour         | Orbite basse           | DS-P1-M Lira      | Cible système anti-satellite                    |
| 16 février 1971 | Mu-4S                 | Uchinoura         | Orbite basse           | Tansei-1          | Satellite technologique                         |
| 17 février 1971 | Thor Burner 2         | Vandenberg        | Orbite héliosynchrone  | DMSP Block 5A F-3 | Satellite météorologique militaire              |
| 17 février 1971 | Thorad SLV-2H Agena D | Vandenberg        | Orbite basse           | Corona KH-4B-13   | Satellite de renseignement optique Échec        |
| 17 février 1971 | Cosmos-3M             | Baïkonour         | Orbite basse           | Tselina-OM        | Satellite d'écoute électronique                 |
| 18 février 1971 | Voskhod 11A57         | Baïkonour         | Orbite basse           | Zenit-4M          | Satellite de reconnaissance                     |
| 25 février 1971 | Tsiklon-2             | Baïkonour         | Orbite basse           | I2P               | Satellite anti satellite                        |
| 26 février 1971 | Soyouz 11A511L        | Baïkonour         | Orbite basse           | LK                | Test du module lunaire soviétique sans équipage |

#### Mars
| Date         | Lanceur               | Base de lancement | Type             | Charge utile    | Notes                                                    |
| 3 mars 1971  | Voskhod 11A57         | Baïkonour         | Orbite basse     | Zenit-4M        | Satellite de reconnaissance                              |
| 3 mars 1971  | Longue Marche 1       | Jiuquan           | Orbite basse     | SJ              | Satellite technologique                                  |
| 5 mars 1971  | Voskhod 11A57         | Baïkonour         | Orbite basse     | Zenit-2M        | Satellite de reconnaissance Échec                        |
| 5 mars 1971  | Cosmos-2              | Kapoustine Iar    | Orbite basse     | DS-P1-Yu No. 39 | Calibration radar Échec                                  |
| 13 mars 1971 | Delta M6              | Cape Canaveral    | Orbite haute     | IMP-I           | Etude de la magnétosphère et de l'espace interplanétaire |
| 18 mars 1971 | Cosmos-3M             | Baïkonour         | Orbite basse     | DS-P1-M Lira    | Cible système anti-satellite                             |
| 21 mars 1971 | Titan 33B             | Vandenberg        | Orbite de Molnia | Jumpseat 1      | Satellite d'écoute électronique                          |
| 24 mars 1971 | Thorad SLV-2H Agena D | Vandenberg        | Orbite basse     | Corona KH-4B-14 | Satellite de renseignement optique                       |
| 27 mars 1971 | Voskhod 11A57         | Baïkonour         | Orbite basse     | Zenit-4M        | Satellite de reconnaissance                              |

#### Avril
| Date           | Lanceur       | Base de lancement | Type                  | Charge utile         | Notes                               |
| 1er avril 1971 | Delta E1      | Vandenberg        | Orbite basse          | Isis 2               | Etude de l'ionosphère               |
| 1er avril 1971 | Tsiklon-2     | Baïkonour         | Orbite basse          | US-A                 | Satellite de reconnaissance radar   |
| 2 avril 1971   | Voskhod 11A57 | Baïkonour         | Orbite basse          | Zenit-2M             | Satellite de reconnaissance         |
| 4 avril 1971   | Tsiklon-2     | Baïkonour         | Orbite basse          | I2P-                 | Satellite anti satellite            |
| 7 avril 1971   | Vostok 8A92M  | Baïkonour         | Orbite basse          | Tselina-D            | Satellite d'écoute électronique     |
| 14 avril 1971  | Voskhod 11A57 | Baïkonour         | Orbite basse          | Zenit-4M             | Satellite de reconnaissance         |
| 15 avril 1971  | Diamant B     | Kourou            | Orbite basse          | Tournesol            | Détection de l'hydrogène stellaire  |
| 17 avril 1971  | Vostok 8A92M  | Baïkonour         | Orbite héliosynchrone | Meteor-M No. 21 (71) | Satellite météorologique            |
| 19 avril 1971  | Proton-K      | Baïkonour         | Orbite basse          | Saliout 1            | Première station spatiale           |
| 22 avril 1971  | Titan 23B     | Vandenberg        | Orbite basse          | KH-8                 | Satellite de reconnaissance optique |
| 22 avril 1971  | Soyouz 11A511 | Baïkonour         | Orbite basse          | Soyouz 10            | Relève équipage station spatiale    |
| 23 avril 1971  | Cosmos-3M     | Baïkonour         | Orbite basse          | Strela-2M            | Satellite de télécommunications     |
| 24 avril 1971  | Scout B       | San Marco         | Orbite basse          | San Marco 3          | Etude de la haute atmosphère        |
| 24 avril 1971  | Cosmos-2      | Baïkonour         | Orbite basse          | DS-P1-Yu No. 37      | Calibration radar                   |
| 28 avril 1971  | Cosmos-3M     | Baïkonour         | Orbite basse          | Sfera                | Géodésie                            |

#### Mai
| Date        | Lanceur              | Base de lancement | Type                   | Charge utile    | Notes                            |
| 5 mai 1971  | Titan IIIC           | Cape Canaveral    | Orbite géostationnaire | DSP 3           | Satellite d'alerte avancée       |
| 6 mai 1971  | Voskhod 11A57        | Baïkonour         | Orbite basse           | Zenit-2M        | Satellite de reconnaissance      |
| 7 mai 1971  | Cosmos-3M            | Baïkonour         | Orbite basse           | Strela-1M x 8   | Satellites de télécommunications |
| 9 mai 1971  | Atlas SLV-3C Centaur | Cape Canaveral    | Orbite héliocentrique  | Mariner 8       | Orbiteur martien Échec           |
| 10 mai 1971 | Proton-K/D           | Baïkonour         | Orbite héliocentrique  | Cosmos 419      | Orbiteur martien Échec           |
| 18 mai 1971 | Voskhod 11A57        | Baïkonour         | Orbite basse           | Zenit-4M        | Satellite de reconnaissance      |
| 19 mai 1971 | Cosmos-2             | Baïkonour         | Orbite basse           | DS-P1-Yu No. 48 | Calibration radar                |
| 19 mai 1971 | Proton-K/D           | Baïkonour         | Orbite héliocentrique  | Mars 2          | Atterrisseur martien             |
| 22 mai 1971 | Cosmos-3M            | Baïkonour         | Orbite basse           | Tsiklon         | Satellite de navigation          |
| 27 mai 1971 | Cosmos-2             | Baïkonour         | Orbite basse           | DS-P1-Yu No. 47 | Calibration radar                |
| 28 mai 1971 | Voskhod 11A57        | Baïkonour         | Orbite basse           | Zenit-4M        | Satellite de reconnaissance      |
| 28 mai 1971 | Proton-K/D           | Baïkonour         | Orbite héliocentrique  | Mars 3          | Atterrisseur martien             |
| 29 mai 1971 | Cosmos-3M            | Baïkonour         | Orbite basse           | Tselina-OM      | Satellite d'écoute électronique  |
| 30 mai 1971 | Atlas SLV-3C Centaur | Cape Canaveral    | Orbite héliocentrique  | Mariner 9       | Orbiteur martien                 |

#### Juin
| Date         | Lanceur       | Base de lancement | Type         | Charge utile  | Notes                                    |
| 4 juin 1971  | Cosmos-3M     | Baïkonour         | Orbite basse | DS-U2-K No. 1 | Astronomie, magnétosphère                |
| 6 juin 1971  | Soyouz 11A511 | Baïkonour         | Orbite basse | Soyouz 11     | Relève équipage station spatiale         |
| 8 juin 1971  | Thor Burner 2 | Vandenberg        | Orbite basse | SESP 1        | Satellite technologique                  |
| 11 juin 1971 | Voskhod 11A57 | Baïkonour         | Orbite basse | Zenit-4MK     | Satellite de reconnaissance              |
| 15 juin 1971 | Titan IIID    | Vandenberg        | Orbite basse | KH-9 SV-1     | Satellite de reconnaissance optique      |
| 24 juin 1971 | Voskhod 11A57 | Baïkonour         | Orbite basse | Zenit-2M      | Satellite de reconnaissance              |
| 25 juin 1971 | Voskhod 11A57 | Baïkonour         | Orbite basse | Zenit-4M      | Satellite de reconnaissance Échec        |
| 26 juin 1971 | N-1 11A52     | Baïkonour         | Orbite basse | LK            | Test du lanceur lunaire soviétique Échec |

#### Juillet
| Date            | Lanceur               | Base de lancement      | Type                  | Charge utile    | Notes                                                     |
| 8 juillet 1971  | Scout B               | Wallops Island         | Orbite basse          | Solrad 10       | Mesure du rayonnement X du Soleil et de la sphère céleste |
| 16 juillet 1971 | Vostok 8A92M          | Baïkonour              | Orbite héliosynchrone | Meteor-M No. 20 | Satellite météorologique                                  |
| 16 juillet 1971 | Thorad SLV-2H Agena D | Vandenberg             | Orbite basse          | Heavy Ferret D  | Satellite d'écoute électronique                           |
| 20 juillet 1971 | Voskhod 11A57         | Baïkonour              | Orbite basse          | Zenit-4M        | Satellite de reconnaissance                               |
| 22 juillet 1971 | Cosmos-3M             | Baïkonour              | Orbite basse          | Tselina-OM      | Satellite d'écoute électronique Échec                     |
| 23 juillet 1971 | Voskhod 11A57         | Baïkonour              | Orbite basse          | Zenit-4M        | Satellite de reconnaissance                               |
| 26 juillet 1971 | Saturn V              | Centre spatial Kennedy | Orbite lunaire        | Apollo 15       | Mission habitée sur la Lune                               |
| 28 juillet 1971 | Molnia M              | Baïkonour              | Orbite de Molnia      | Molniya-1       | Satellite de télécommunications                           |
| 30 juillet 1971 | Voskhod 11A57         | Baïkonour              | Orbite basse          | Zenit-2M        | Satellite de reconnaissance                               |

#### Août
| Date         | Lanceur        | Base de lancement | Type           | Charge utile    | Notes                                           |
| 3 août 1971  | Cosmos-2       | Baïkonour         | Orbite basse   | DS-P1-Yu No. 33 | Calibration radar Échec                         |
| 5 août 1971  | Voskhod 11A57  | Baïkonour         | Orbite basse   | Zenit-4M        | Satellite de reconnaissance                     |
| 7 août 1971  | Atlas F        | Vandenberg        | Orbite polaire | LOADS 2, …      | Mesure de la densité de la haute atmosphère     |
| 8 août 1971  | TsiklonM       | Baïkonour         | Orbite basse   | OGCh            | Test bombe atomique orbitale                    |
| 12 août 1971 | Soyouz 11A511L | Baïkonour         | Orbite basse   | LK              | Test du lanceur lunaire soviétique              |
| 12 août 1971 | Titan 24B      | Vandenberg        | Orbite basse   | KH-8            | Satellite de reconnaissance optique             |
| 16 août 1971 | Scout B-1      | Wallops Island    | Orbite basse   | EOLE            | Satellite expérimental relais télécommunication |
| 19 août 1971 | Voskhod 11A57  | Baïkonour         | Orbite basse   | Zenit-4M        | Satellite de reconnaissance Échec               |
| 27 août 1971 | Cosmos-2       | Baïkonour         | Orbite basse   | DS-P1-Yu No. 41 | Calibration radar                               |

#### Septembre
| Date              | Lanceur               | Base de lancement | Type         | Charge utile       | Notes                                                       |
| 2 septembre 1971  | Proton-K/D            | Baïkonour         |              | Luna 18            | Sonde spatiale lunaire                                      |
| 7 septembre 1971  | Cosmos-3M             | Baïkonour         | Orbite basse | Tselina-OM         | Satellite d'écoute électronique                             |
| 10 septembre 1971 | Cosmos-3M             | Baïkonour         | Orbite basse | Tselina-OM         | Satellite d'écoute électronique                             |
| 10 septembre 1971 | Thorad SLV-2H Agena D | Vandenberg        | Orbite basse | Corona KH-4B-15    | Satellite de renseignement optique                          |
| 10 septembre 1971 | Thorad SLV-2H Agena D | Vandenberg        | Orbite basse | P-11 2e génération | Satellite d'écoute électronique                             |
| 14 septembre 1971 | Voskhod 11A57         | Baïkonour         | Orbite basse | Zenit-4MK          | Satellite de reconnaissance                                 |
| 20 septembre 1971 | Scout B               | Wallops Island    |              | Nuage de barium    |                                                             |
| 21 septembre 1971 | Voskhod 11A57         | Baïkonour         | Orbite basse | Zenit-2M           | Satellite de reconnaissance                                 |
| 24 septembre 1971 | Cosmos-2              | Baïkonour         | Orbite basse | DS-P1-I No. 10     | Calibration radar                                           |
| 28 septembre 1971 | Mu-4S                 | Uchinoura         | Orbite basse | Shinsei            | Etude l'ionosphère, premier satellite scientifique japonais |
| 28 septembre 1971 | Voskhod 11A57         | Baïkonour         | Orbite basse | Zenit-4M           | Satellite de reconnaissance                                 |
| 28 septembre 1971 | Proton-K/D            | Baïkonour         |              | Luna 19            | Sonde spatiale lunaire                                      |
| 29 septembre 1971 | Delta N               | Cape Canaveral    | Orbite basse | OSO 7              | Observatoire solaire Échec                                  |
| 29 septembre 1971 | Voskhod 11A57         | Baïkonour         | Orbite basse | Zenit-4M           | Satellite de reconnaissance                                 |

#### Octobre
| Date            | Lanceur               | Base de lancement          | Type                  | Charge utile    | Notes                               |
| 7 octobre 1971  | Voskhod 11A57         | Baïkonour                  | Orbite basse          | Zenit-2M        | Satellite de reconnaissance         |
| 13 octobre 1971 | Cosmos-3M             | Baïkonour                  | Orbite basse          | Strela-1M x 8   | Satellites de télécommunications    |
| 14 octobre 1971 | Thor Burner 2A        | Vandenberg                 | Orbite héliosynchrone | DMSP 4527       | Satellite météorologique militaire  |
| 14 octobre 1971 | Voskhod 11A57         | Baïkonour                  | Orbite basse          | Zenit-4M        | Satellite de reconnaissance         |
| 17 octobre 1971 | Thorad SLV-2G Agena D | Vandenberg                 | Orbite polaire        | ASTEX           | Satellite technologique             |
| 19 octobre 1971 | Cosmos-2              | Baïkonour                  | Orbite basse          | DS-P1-Yu No. 44 | Calibration radar                   |
| 21 octobre 1971 | Delta N6              | Vandenberg                 | Orbite héliosynchrone | NOAA B          | Satellite météorologique Échec      |
| 23 octobre 1971 | Titan 24B             | Vandenberg                 | Orbite basse          | KH-8            | Satellite de reconnaissance optique |
| 28 octobre 1971 | Black Arrow           | Centre d'essais de Woomera | Orbite basse          | Prospero X-3    | Satellite technologique             |

#### Novembre
| Date             | Lanceur       | Base de lancement | Type                   | Charge utile       | Notes                                       |
| 2 novembre 1971  | Voskhod 11A57 | Baïkonour         | Orbite basse           | Zenit-4M           | Satellite de reconnaissance                 |
| 3 novembre 1971  | Titan IIIC    | Cape Canaveral    | Orbite géostationnaire | DSCS II F-1 et F-2 | Satellites de télécommunications militaires |
| 5 novembre 1971  | Europa II     | Kourou            | Orbite basse           |                    | Seul vol de la fusée Europa II Échec        |
| 15 novembre 1971 | Scout B       | San Marco         | Orbite haute           | SSS A              | Etude de la magnétosphère                   |
| 17 novembre 1971 | Cosmos-2      | Baïkonour         | Orbite basse           | DS-P1-Yu No. 54    | Calibration radar                           |
| 19 novembre 1971 | Voskhod 11A57 | Baïkonour         | Orbite basse           | Zenit-4M           | Satellite de reconnaissance                 |
| 20 novembre 1971 | Cosmos-3M     | Baïkonour         | Orbite basse           | Sfera              | Géodésie                                    |
| 24 novembre 1971 | Molnia M      | Baïkonour         | Orbite de Molnia       | Molniya-2          | Satellite de télécommunications             |
| 29 novembre 1971 | Cosmos-2      | Baïkonour         | Orbite basse           | DS-P1-Yu No. 53    | Calibration radar                           |
| 29 novembre 1971 | Cosmos-3M     | Baïkonour         | Orbite basse           | DS-P1-M Lira       | Cible système anti-satellite                |
| 30 novembre 1971 | Cosmos-3M     | Baïkonour         | Orbite basse           | Tselina-OM         | Satellite d'écoute électronique             |

#### Décembre
| Date             | Lanceur               | Base de lancement | Type                   | Charge utile     | Notes                                         |
| 2 décembre 1971  | Cosmos-2              | Kapoustine Iar    | Orbite basse           | DS-U2-IK No. 2   | Astronomie, magnétosphère                     |
| 2 décembre 1971  | Cosmos-3M             | Baïkonour         | Orbite basse           | DS-U2-MT No. 1   | Astronomie, magnétosphère                     |
| 3 décembre 1971  | Voskhod 11A57         | Baïkonour         | Orbite basse           | Zenit-2M         | Satellite de reconnaissance Échec             |
| 3 décembre 1971  | Tsiklon-2             | Baïkonour         | Orbite basse           | I2P-             | Satellite anti satellite                      |
| 4 décembre 1971  | Atlas SLV-3A Agena D  | Cape Canaveral    | Orbite moyenne         | Canyon 4         | Ecoute électronique Échec                     |
| 5 décembre 1971  | Diamant B             | Kourou            | Orbite basse           | D-2A Polaire     | Détection de l'hydrogène stellaire Échec      |
| 6 décembre 1971  | Voskhod 11A57         | Baïkonour         | Orbite basse           | Zenit-4M         | Satellite de reconnaissance                   |
| 10 décembre 1971 | Voskhod 11A57         | Baïkonour         | Orbite basse           | Zenit-4M         | Satellite de reconnaissance                   |
| 11 décembre 1971 | Scout B-1             | Vandenberg        | Orbite basse           | Ariel 4          | Etude des couches supérieures de l'ionosphère |
| 14 décembre 1971 | Thorad SLV-2G Agena D | Vandenberg        | Orbite basse           | Poppy x 4        | Satellites d'écoute électronique              |
| 15 décembre 1971 | Cosmos-3M             | Baïkonour         | Orbite basse           | Tsiklon          | Satellite de navigation                       |
| 16 décembre 1971 | Voskhod 11A57         | Baïkonour         | Orbite basse           | Zenit-4M         | Satellite de reconnaissance                   |
| 17 décembre 1971 | Cosmos-2              | Baïkonour         | Orbite basse           | DS-P1-Yu No. 45  | Calibration radar                             |
| 17 décembre 1971 | Cosmos-3M             | Baïkonour         | Orbite basse           | Strela-2M        | Satellite de télécommunications               |
| 19 décembre 1971 | Molnia M              | Baïkonour         | Orbite de Molnia       | Molniya-1        | Satellite de télécommunications               |
| 20 décembre 1971 | Atlas SLV-3C Centaur  | Cape Canaveral    | Orbite géostationnaire | Intelsat IV F3   | Satellite de télécommunications               |
| 25 décembre 1971 | Tsiklon-2             | Baïkonour         | Orbite basse           | US-A             | Satellite de reconnaissance radar             |
| 27 décembre 1971 | Soyouz 11A511M        | Baïkonour         | Orbite basse           | Zenit-4MT        | Satellite de reconnaissance                   |
| 27 décembre 1971 | Cosmos-3M             | Baïkonour         | Orbite basse           | DS-U2-GKA No. 1  | Astronomie, magnétosphère                     |
| 29 décembre 1971 | Vostok 8A92M          | Baïkonour         | Orbite héliosynchrone  | Meteor-MV No. 18 | Satellite météorologique                      |

## Vol orbitaux

### Par pays
| Pays             | Lancements | dont échecs partiels/totaux | Remarques |
| ---------------- | ---------- | --------------------------- | --------- |
| Chine            | 1          |                             |           |
| Europe           | 1          | 1                           |           |
| France           | 2          | 1                           |           |
| Japon            | 3          | 1                           |           |
| Union soviétique | 90         | 8                           |           |
| États-Unis       | 36         | 5                           |           |
| Total            | 134        | 16                          |           |

### Par lanceur
| Famille de lanceurs  | Pays             | Lancements | dont échecs partiels ou totaux | Remarques                       |
| -------------------- | ---------------- | ---------- | ------------------------------ | ------------------------------- |
| Atlas Agena          | États-Unis       | 1          | 1                              |                                 |
| Atlas Centaur        | États-Unis       | 4          | 1                              |                                 |
| Atlas D/E/F          | États-Unis       | 1          |                                |                                 |
| Black Arrow          |                  | 1          |                                |                                 |
| Cosmos -/M/2         | Union soviétique | 14         | 2                              |                                 |
| Cosmos 1/3/3M        | Union soviétique | 20         | 1                              |                                 |
| Diamant              | France           | 2          | 1                              |                                 |
| Europa               | Europe           | 1          | 1                              |                                 |
| Longue Marche 1      | Chine            | 1          |                                |                                 |
| Molnia               | Union soviétique | 3          |                                |                                 |
| Mu                   | Japon            | 2          |                                |                                 |
| N-1/N-2              | Japon            | 1          | 1                              |                                 |
| Proton               | Union soviétique | 6          | 1                              |                                 |
| Saturn V             | États-Unis       | 2          |                                | 2 missions habitées sur la lune |
| Scout                | États-Unis       | 6          |                                |                                 |
| Soyouz               | Union soviétique | 5          |                                |                                 |
| Thor                 | États-Unis       | 14         | 3                              |                                 |
| Titan C,D,E          | États-Unis       | 3          |                                |                                 |
| Titan II, IIIA, IIIB | États-Unis       | 5          |                                |                                 |
| Tsiklon              | Union soviétique | 1          |                                |                                 |
| Tsiklon-2            | Union soviétique | 5          |                                |                                 |
| Voskhod              | Union soviétique | 31         | 4                              |                                 |
| Vostok               | Union soviétique | 5          |                                |                                 |
| Total                |                  | 134        | 16                             |                                 |

### Par type d'orbite
| Orbite                 | Lancements | Succès | Échecs | Orbite atteinte involontairement | Remarques                                                                             |
| ---------------------- | ---------- | ------ | ------ | -------------------------------- | ------------------------------------------------------------------------------------- |
| Basse                  |            |        |        |                                  |                                                                                       |
| Moyenne                |            |        |        |                                  |                                                                                       |
| Haute                  |            |        |        |                                  | dont Molnia, orbite de transfert vers la Lune, orbite elliptique à forte excentricité |
| Géosynchrone/transfert |            |        |        |                                  |                                                                                       |
| Héliocentrique         |            |        |        |                                  | dont orbite de transfert interplanétaire                                              |

### Par site de lancement
| Pays             | Base de lancement      | Nombre de lancements | Remarques |
| ---------------- | ---------------------- | -------------------- | --------- |
| Chine            | Jiuquan                | 1                    |           |
| Europe           | Kourou                 | 1                    |           |
| États-Unis       | San Marco              | 2                    |           |
| Japon            | Uchinoura              | 2                    |           |
| Japon            | Baïkonour              | 1                    |           |
| Union soviétique | Kapoustine Iar         | 2                    |           |
| États-Unis       | Cape Canaveral         | 10                   |           |
| États-Unis       | Vandenberg             | 19                   |           |
| États-Unis       | Centre spatial Kennedy | 2                    |           |
| États-Unis       | Wallops Island         | 3                    |           |
|                  | Total                  | 134                  |           |

## Survols et contacts planétaires
| Date | Sonde spatiale | Événement | Remarque |
| ---- | -------------- | --------- | -------- |
|      |                |           |          |

### Sources
- (en) Jonathan McDowell, « Jonathan's Space Report », Jonathan's Space Page
- (en) Gunter Krebs, « Chronology of Space Launches », Gunter's Space Page